# Jürgen Grabowski
Jürgen Grabowski (Wiesbaden, 7 de julio de 1944-Wiesbaden, 10 de marzo de 2022) fue un futbolista alemán.

## Carrera deportiva
Disputó toda su carrera deportiva en el Eintracht Fráncfort y participó en tres mundiales con la selección de fútbol de Alemania en Inglaterra 1966 (donde no jugo), México 1970 y en Alemania 1974, donde fue campeón del mundo, anotando un gol en la segunda fase, victoria 4-2 contra los suecos.

## Palmarés
Eintracht Fráncfort
- Copa de Alemania: 1974, 1975
- Copa de la UEFA: 1980